# 1533 no Brasil
Esta é uma cronologia dos fatos acontecimentos de ano 1533 no Brasil.

## Eventos
- Término da expedição colonizadora de Martim Afonso de Sousa ao Brasil.[1]